# 黄姚戏台
黄姚戏台，位于中国广西壮族自治区昭平县黄姚镇，为一个省级文物保护单位，类型为古建筑及历史纪念建筑物，为第四批广西壮族自治区文物保护单位，公布时间为1994年7月8日。
黄姚戏台的历史年代为明－清。